# Manuel Viola
José Viola Gamón (Zaragoza, 18 de mayo de 1916 - San Lorenzo de El Escorial, 8 de marzo de 1987), conocido por el seudónimo de Manuel Viola (nombre que adoptó tras finalizar la guerra civil española), fue un poeta y pintor español de estilo abstracto perteneciente al grupo El Paso, cuya carrera se desarrolló fundamentalmente en Aragón. Su pintura se caracteriza por un tratamiento informalista y colorista en la línea de las vanguardias que se desarrollaron en España a partir de la década de 1950. En 1936 formó parte del Grupo Lógicofobista y contribuyó a redactar su manifiesto defendiendo el surrealismo al servicio de la revolución.

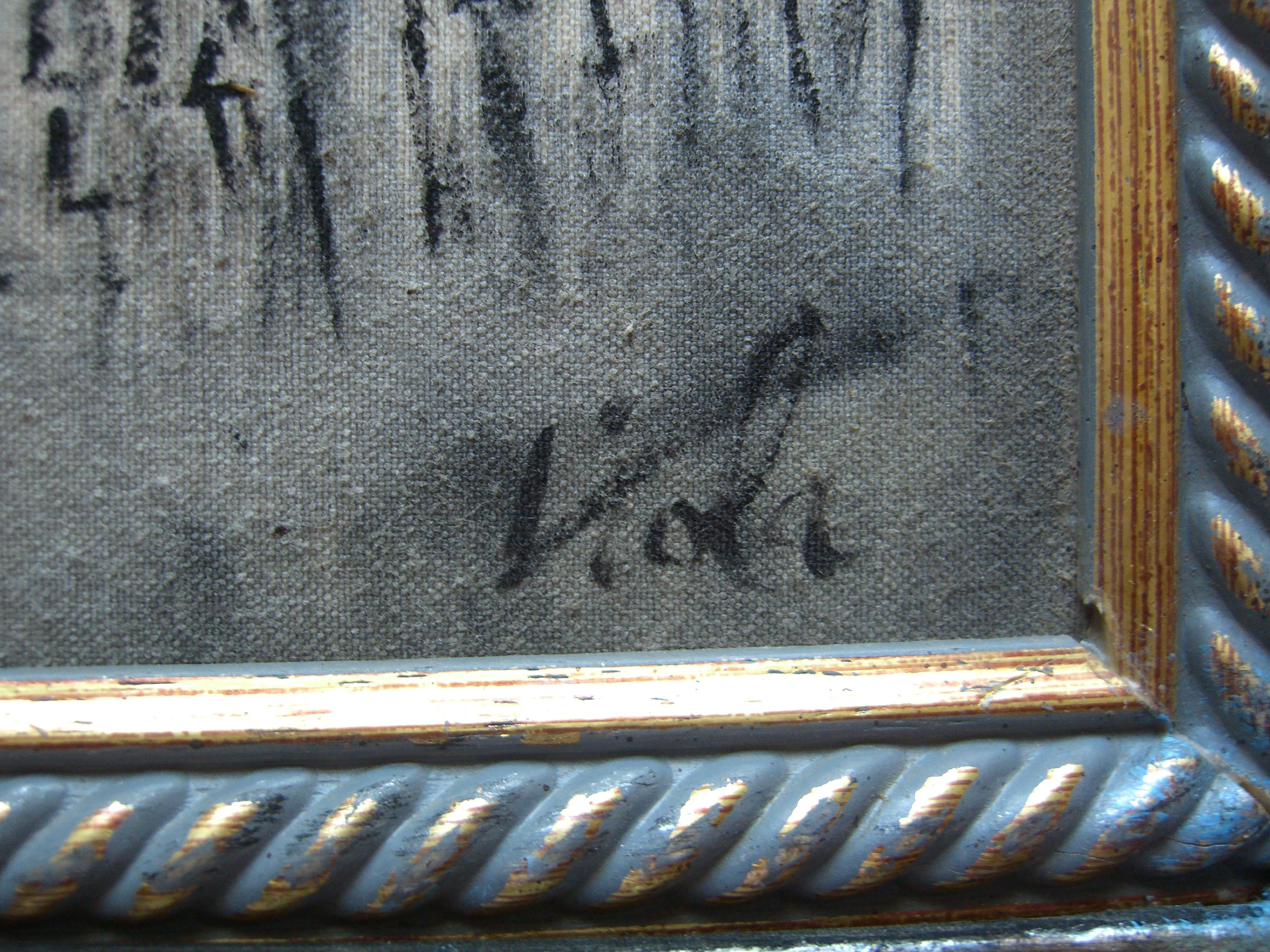
Firma de Manuel Viola

## Biografía
Viola tuvo una educación 
autodidacta, pese a que comenzó estudios universitarios de Filosofía y Letras en Barcelona, que se vieron truncados con el inicio de la guerra civil. De estos años datan sus primeros dibujos y sus inicios en el terreno de la literatura y el arte, pues es cofundador en Lérida de la revista surrealista Art. 
Junto a firmas como Lorca, 
J. V. Foix, 
Alberti o 

Cocteau, Viola publicó poemas de claro ascendiente superrealista: "el vino tinto del aire se riza/ en un desnudo esqueleto de caballo"
En 1936 formó parte en Barcelona del grupo ADLAN (Amigos de las Artes Nuevas) y en mayo del mismo año redactó junto al crítico de arte Magí Albert Cassanyes el manifiesto de la Exposición Lógicofobista. Viola relacionaba la exposición con el surrealismo, y señalaba que este movimiento era una especie de subconjunto del logicofobismo. A su juicio, la poesía era el portal que conduciría a los artistas a una nueva forma de conocimiento.
De espíritu anarquista, en la guerra civil se sumó a filas milicianas del Partido Obrero de Unificación Marxista (POUM) en defensa de la República. Terminada la contienda, tuvo que exiliarse a Francia  viviendo el calvario de 
los campos de concentración en las playas francesas. En Francia siguió luchando contra el bando del Eje, se vinculó a los pintores y poetas del grupo superrealista y colaboró en la revista La main à plume de poesía surrealista. Su actividad en París inició también su participación como pintor en las exposiciones de la «Escuela española de París», hasta que regresa a España en el año de 1949, si bien nunca dejaría de tener contacto con el grupo de artistas españoles de la capital gala.
El año 1958 marca el inicio de su estilo personal, a la vez que se integra en el grupo pictórico de vanguardia El Paso que formaban entre otros el pintor Antonio Saura y el escultor Pablo Serrano, ambos aragoneses. Comienza a desarrollar una pintura abstracta de carácter expresionista y gran preocupación por el color. Hasta entonces primó en su quehacer las referencias figurativas y la alusión al paisaje, como muestra su obra Pelea de gallos.
Sin embargo, desde su adscripción al grupo El Paso a finales de los años cincuenta, su pintura opera a partir de enérgicas formas visuales generadas a partir de una masa central. Trabaja fundamentalmente los aspectos cromáticos y lumínicos desde la geometrización abstracta y sin dejar de lado el trabajo en las texturas y un vago carácter cósmico. Su paleta y maneras recuerdan, en todo caso, a la pintura barroca española, el gran referente cultural y artístico de sus cuadros.
En los primeros años de su cambio de estilo de 1958 su pintura prescinde del color, y trabaja básicamente a partir de blancos y negros, con una amplia gama intermedia de grises y alguna tierra de gran efecto. Más tarde evolucionará hacia una gama mucho más amplia donde dominan los colores cálidos y el contraste con pinceladas de tonos verdes y azulados.
En 1972 regresó a Lérida donde presentó su primera exposición en la Sala Gosè del Colegio de Arquitectos de la ciudad tras años de ausencia y después en la Lonja de Zaragoza. El mismo año también expuso en Sala Gaudí Barcelona, que hoy posee una parte de su obra. En 1983 realizó una segunda exposición en la Galería Alfós, con 45 piezas elegidas por él mismo donde se incluía una pintura clave en su obra: "Ventana hacia la muerte". Entre sus muestras antológicas, cabe destacar la que ofreció en Madrid el Museo de Arte Contemporáneo.
Murió  tras padecer desde hacía tiempo un cáncer de pulmón el 8 de marzo de 1987 en El Escorial, donde residía desde 1961. Fue enterrado en el cementerio de esta localidad.
Su obra se encuentra, entre otros, en el Museo Reina Sofía de Madrid, el Museo de Arte Moderno y Contemporáneo Jaume Morera de Lérida, el Museo de Arte Abstracto de Cuenca, el Museo de Arte Contemporáneo de Elche, el Guggenheim de Nueva York, el Museo de Arte Moderno de Lieja o el Museo Nacional de Buenos Aires.

## Premios y condecoraciones
- 1980. Medalla de Oro de la ciudad de Zaragoza.[6]